# Jiří Neustupný
Jiří Neustupný (Plzeň, 1905. szeptember 22. – Prága, 1981. augusztus 28.) cseh régészprofesszor, a történelemtudományok doktora. Elsősorban az őskor korszakaival, azon belül a neolit és eneolit időszakával és módszertannal foglalkozott. A cseh(szlovák) tudományos muzeológia megalapítója.

## Élete
Már gyerekkorában érdeklődött szülőföldje múltja iránt, így a történelem iránti hajlama megszabta későbbi pályafutását is. Tanulmányait 1924-től 1928-ig a Károly Egyetemen Lubor Niederlenél végezte. Még azok befejezése előtt 1925-ben a Nemzeti Múzeumba került, ahol 1936-tól az őskori részleget vezette.
1950-től muzeológiát és őskort oktatott a prágai egyetemen. A régész komisszió tagja, 1966-ban a prágai Nemzetközi régészkongresszus alelnöke, ahol szintén az őskori részlegen tevékenykedett. 1969-ben professzorrá nevezték ki.
A kiállítások szervezésénél új módszereket alkalmazott, melyek szerint a régészeti leleteket mint történeti emlékeket értelmezte.

## Válogatás műveiből
- 1931 K neolitickým idolům (Pam. Arch. XXXVII)
- 1939 Poklad bronzů na Dreveniku ve Spiši (Sbor. Nár. Muz. v Praze – A Hist. I)
- 1940 Náboženství pravěkého lidstva v Čechách a na Moravě. Praha
- 1946 Pravěk lidstva. Praha.
- 1946 Pravěké dějiny Lužice
- 1950 Otázky našeho muzejníctví
- 1956 Studie o eneolitické plastice (Sbor. Nár. Muz. v Praze – A Hist. X)
- 1960 Pravěk Československa (kol)
- 1960 Nástin pravěkých dějin Československa (tsz. Evžen Neustupný a Sbor. Nár. Muz. v Praze – A Hist. XIV-ben)
- 1968 Muzeum a věda
- 1968 Otázky pravěkého osídlení československého území (Sbor. Nár. Muz. v Praze – A Hist. XXII/2)

## Emléke
- Prágában egy utca viseli nevét

## Külső hivatkozások
- Kdo byl kdo Archiválva 2008. szeptember 24-i dátummal a Wayback Machine-ben
- Seznam.cz eredetileg cseh wikipedia plágium[halott link]
- Régész kalendárium
- Chosse blog